# CAバスティア
セルクル・アトレティック・バスティア（Cercle Athletique Bastiais）は、フランス・コルシカ島・バスティアに本拠地を置いていたサッカークラブチーム。
2016-17シーズンに16位となり、フランス全国選手権（3部）から降格が決定した後、ボルゴFCと合併してFCバスティア＝ボルゴとなった。

## タイトル

### 国内タイトル
なし

### 国際タイトル
なし